# Хурма эбеновая
Хурма́ эбе́новая, или Чёрное де́рево Цейло́на, или Цейло́нское эбеновое дерево, или Чёрное эбеновое дерево (лат. Dióspyros ebénum) — вид деревьев из рода Хурма (Diospyros) семейства Эбеновые (Ebenaceae), произрастающих в Индии и Шри-Ланке. Источник ценнейшей чёрной древесины.

## Описание
Вечнозелёное дерево средних размеров, высотой 20—25 метров, растёт крайне медленно.
Листья цельные, продолговато-овальной формы, около 6—15 см в длину и 3—5 см в ширину.
Плоды небольшие, примерно 2 см в диаметре, похожи на небольшие ягоды хурмы.
Заболонь светлая, желтовато-серая. Ядро глянцево-чёрное, очень редко с немногочисленными светлыми штрихами. Древесина с металлическим блеском и мелкой ровной текстурой. Волокна могут быть прямыми, несколько беспорядочными или волнистыми, плотность сухой древесины 1190 кг/м³.

## Распространение
Встречается на юге Индии и в Шри-Ланке.

## Древесина

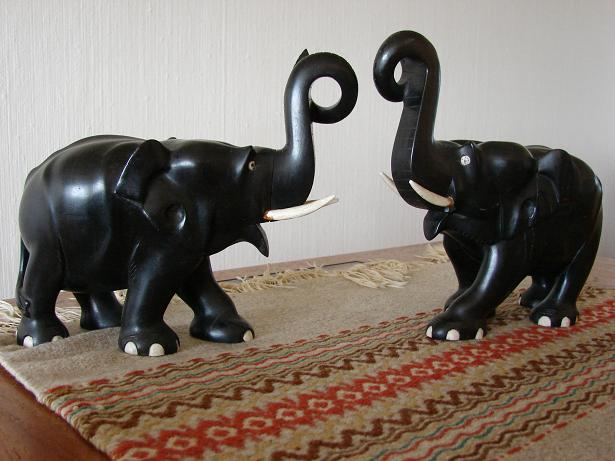
Фигурки слонов, сделанные из древесины цейлонского эбенового дерева

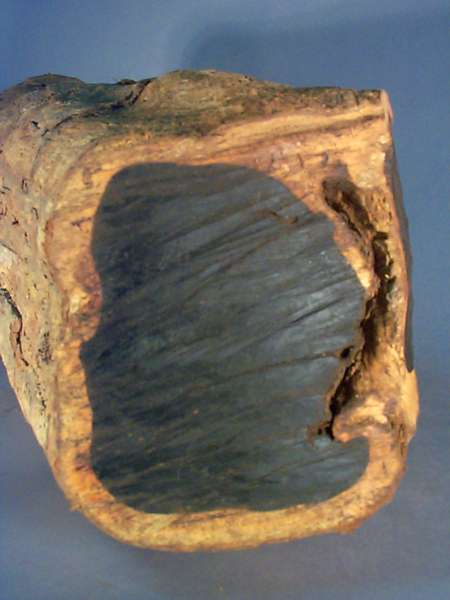
Спил ствола цейлонского эбенового дерева

Древесину цейлонского эбенового дерева в наше время, из-за её крайне высокой ценности и редкости, почти невозможно достать. Имеет следующие ценные качества: очень высокую твёрдость (в два раза твёрже дуба), хорошо полируется (пригодна для высококачественной полировки; после полировки становится идеально ровной), практически без видимых пор, даёт блестящую ровную поверхность, устойчива к воздействию термитов и воды. Древесина этого дерева обладает настолько высокой плотностью (до 1200 кг/м³), что тонет в воде. Очень трудно поддаётся ручной и машинной обработке. Древесина хрупкая, имеет тенденцию к раскалыванию.
Отполированная древесина на ощупь холодная и напоминает металл. Теплоотдача так велика, что при сжигании в огне оплавляется металлическая посуда. 

## Практическое использование
В XVI—XIX веках именно из древесины цейлонского эбенового дерева делали лучшую мебель. Это было излюбленное дерево для дверных и оконных ручек, ручек столовых приборов, обрезки использовались для изготовления вязальных спиц и крючков или на ручки бритв. В настоящее время она идёт на художественные поделки, части музыкальных инструментов (например, клавиши роялей и пианино, грифы, струнодержатели и подставки струнных инструментов), токарные изделия (в том числе шахматные фигуры), дорогих перьевых ручек, рукоятки ножей, колодки щёток, палочки для еды, она подходит для деревянной инкрустации и мозаики.
Древесина настолько ценная, что продаётся на килограммы.

## Охрана
Высокий спрос на древесину Цейлонского эбенового дерева стал угрозой для существования этого вида. В 1994 году Всемирный союз охраны природы занёс Цейлонское эбеновое дерево в Красную книгу.